# Beja-Dolch
Der Beja-Dolch ist ein Dolch des nordafrikanischen Bedscha-Volkes, insbesondere der Untergruppen Hadendoa und Beni-Amer. Der Dolch wird aber auch von den benachbarten Tigre verwendet.
Der Griff ist ausladend X-förmig gestaltet und besteht aus Holz oder Horn. Er ist oft mit Silberdraht und Silberplättchen geschmückt. Die Klinge besteht aus Stahl und hat meist einen Mittelgrat. Es gibt verschiedene Klingenformen, vielfach ist sie gebogen, manchmal bildet die Spitze einen Haken. Der Dolch wird gewöhnlich in einer kleinen Scheide an einem breiten Gürtel getragen.
Neben dem Breitschwert Kaskara ist der Dolch die Zweitwaffe und gehört traditionell zur örtlichen männlichen Tracht.